# Büsingen am Hochrhein
Büsingen am Hochrhein je německá exkláva obklopená Švýcarskem, ležící na horním toku Rýna, součást zemského okresu Kostnice spolkové země Bádensko-Württembersko. Od zbytku Německa je exkláva oddělena úzkým pásem území kantonu Schaffhausen, v nejužším místě širokým pouze 1 km. Žije zde přibližně 1 600 obyvatel.
Roku 1918 proběhlo referendum, ve kterém se 96 % voličů vyslovilo pro připojení exklávy ke Švýcarsku. Vzhledem k nedosažení dohody mezi oběma zeměmi ke včlenění nedošlo. Podle mezinárodní dohody z roku 1964 je Büsingen součástí švýcarského celního prostoru. V exklávě paralelně vedle sebe fungují německé a švýcarské veřejné služby (školy, pošta, telefonní operátoři atp.). Oficiální měnou je pouze euro, běžně se ale užívá i švýcarský frank.

## Geografie

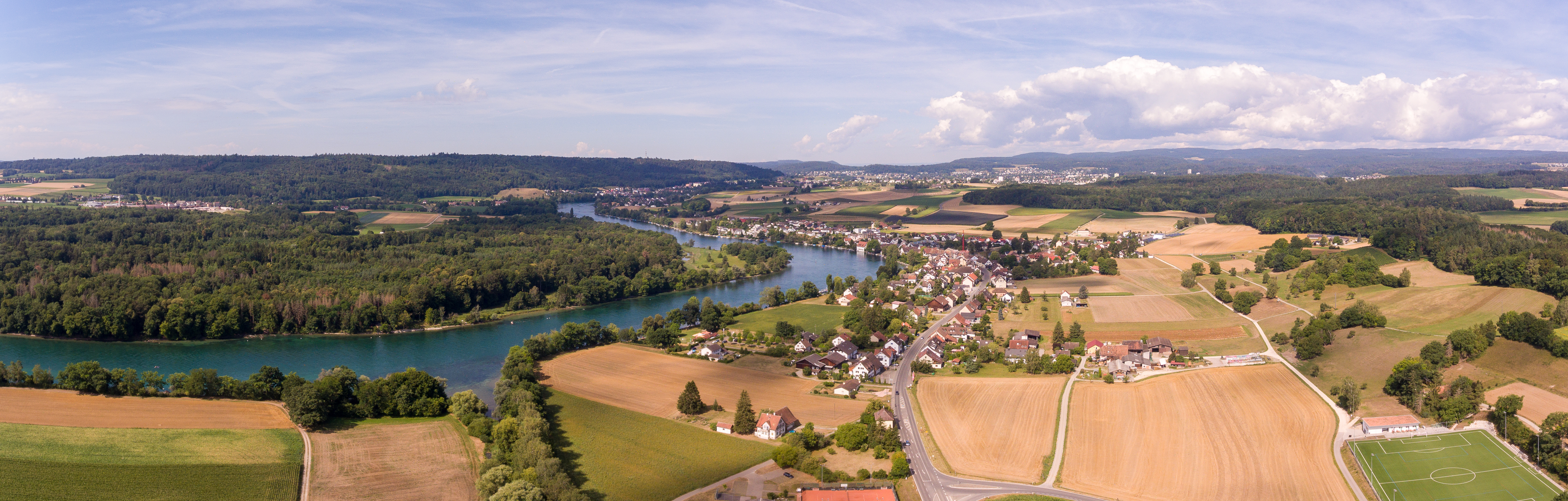
Celkový pohled na obec

Büsingen se nachází v oblasti zvané Reiat a leží na pravém, severním břehu horního toku Rýna v nadmořské výšce mezi 385 m při odtoku Rýna na západě a asi 493 m na renaturalizovaném vrcholu Solenberg na severozápadě území obce (dříve to byl Hohwacht ve výšce 485 m). Mezi obytnou čtvrtí Waldheim na východě, na jejímž úpatí řeka vstupuje na území obce, a samotným Büsingenem se do ní zprava vlévá potok Strudelbach, známý také jako Gaalingerbach, a menší tok Weihersgraben mezi Büsingenem a obytnou čtvrtí Stemmer.
Büsingen sousedí s městem Schaffhausen na severozápadě, obcí Dörflingen na severovýchodě (obě ve švýcarském kantonu Schaffhausen), na jihovýchodě pak prostřednictvím toku Rýna s obcí Diessenhofen (v kantonu Thurgau), na jihu s obcí Schlatt (v kantonu Thurgau) a na jihozápadě s obcí Feuerthalen (v kantonu Curych).

## Historie

### Nejstarší historie až středověk
Nejstarší archeologické nálezy svědčící o lidské činnosti v oblasti Büsingen pocházejí z doby bronzové a pozdní doby halštatské. Ke konci doby římské byla v okolí Büsingenu vybudována také zeď Limes z Basileje k Bodamskému jezeru. Po překonání tohoto pohraničního opevnění Alamany se na březích Rýna pravděpodobně usadili první lidé, kteří své místo nazvali Buosinga, což znamená osada lidu Boso. Před založením kláštera Allerheiligen v Büsingenu bylo území dnešního kantonu Schaffhausen kooptováno kostelem svatého Michala, který se nacházel na kopci. První zmínka o Büsingenu pochází z roku 1090, kdy jej hrabě Burkhard von Nellenburg daroval klášteru Allerheiligen v Schaffhausenu.
Od roku 1361 vládli obci páni z Klingenbergu, rakouští feudálové. V roce 1406 dali zadlužení Klingenbergové Büsingen do zástavy Rudolfu Goldschmidovi ze Schaffhausenu. V roce 1463 převzal v Büsingenu hejtmanství Heinrich Barter.
Od roku 1465 přešla svrchovanost nad Büsingenem oficiálně na Rakousko a město patřilo k hornorakouskému lantkrabství Nellenburg.

### Novověk

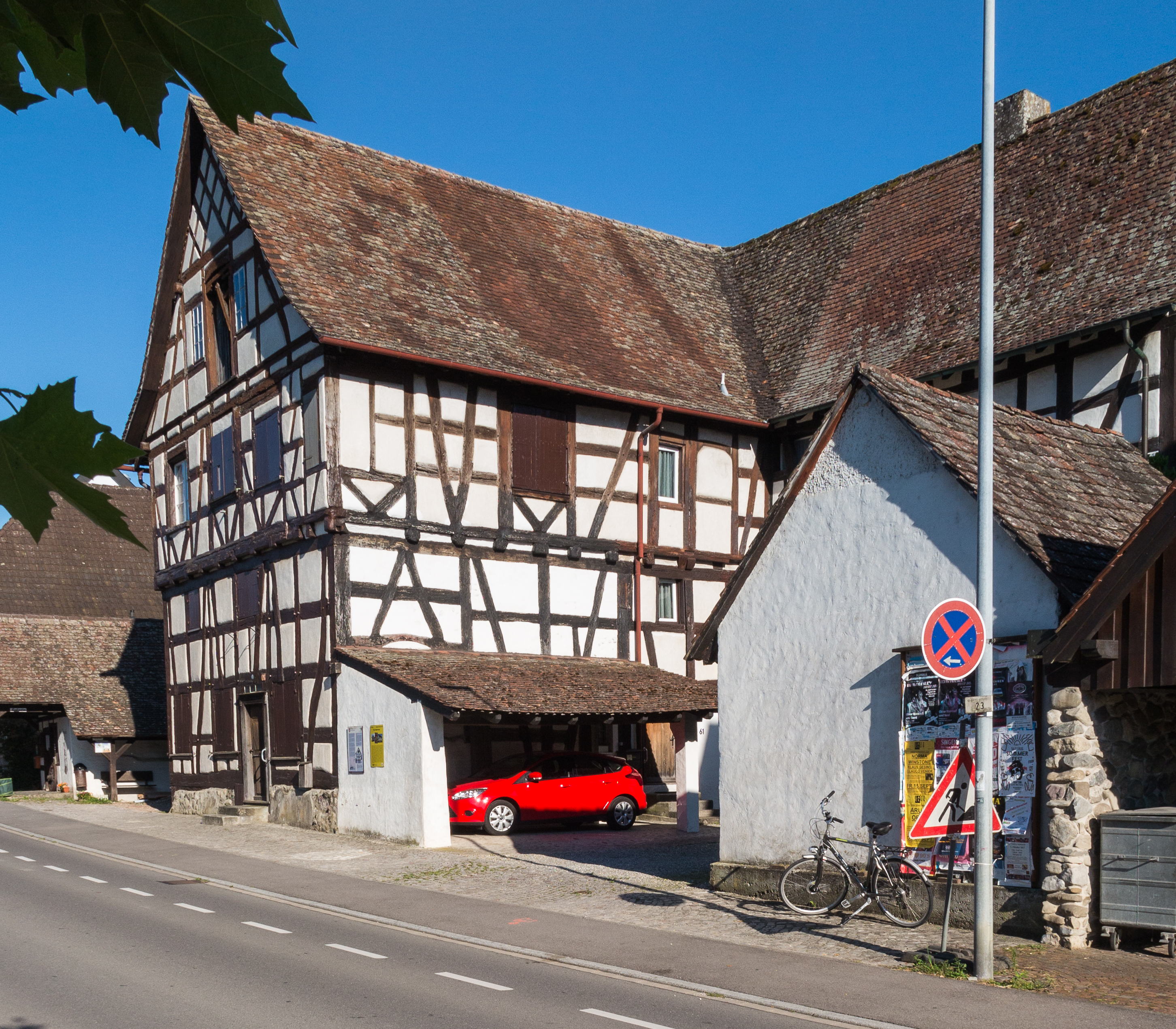
Dům Junkerhaus v Büsingenu

Poloha Büsingenu vůči Německu a Švýcarsku

Od roku 1658 držel Eberhard Im Thurn rakouské feudální panství, které od roku 1535 patřilo Schaffhausenům. Po náboženských sporech byl Eberhard 10. dubna 1693 unesen členy své vlastní rodiny do Schaffhausenu, kde byl krátce nato místními úřady uvržen do vězení. Pro rakouskou okresní vládu v Nellenburgu představoval únos jejich feudála Eberharda zásah do svrchovanosti Rakouska. Původně místní záležitost nabyla během jednoho roku celostátních politických rozměrů. V roce 1694 Rakousko zablokovalo vývoz obilí do Švýcarska a pohrozilo Schaffhausenu tvrdými represemi. Přestože obyvatelé Schaffhausenu byli svými konfidenty nabádáni, aby ustoupili, zahájili proti Eberhardu Im Thurnovi řízení, v němž měl být odsouzen k trestu smrti. Po hlasování však skončilo těsnou většinou a pouze doživotním vězením. Schaffhausenští se vzdali teprve poté, co Rakousko 15. února 1697 znovu zvýšilo tlak a přesunulo vojsko k hranicím Schaffhausenu.
Kvůli únosu Eberharda Im Thurna ztratil Schaffhausen zástavu nad říšskými vesnicemi, k nimž patřil Büsingen, a podařilo se mu ji získat zpět až v roce 1723 za 221 744 guldenů. Rakušané si ponechali pouze Büsingen, který měl zůstat navždy rakouský, což Schaffhausen velmi mrzelo. Když Rakousko v roce 1770 prodalo svá práva na obce Ramsen a Dörflingen Švýcarské konfederaci (Curychu), stal se Büsingen enklávou Švýcarské konfederace.
Přes všechny pokusy Schaffhausenu získat Büsingen zpět bylo město v roce 1805 prešpurským mírem připojeno k württemberskému kurfiřtství (od roku 1806 království). V roce 1810 byl Büsingen na základě hraniční smlouvy mezi Württemberskem a Bádenskem převeden do Bádenského velkovévodství. Ani na Vídeňském kongresu v letech 1814/1815, který reorganizoval hranice Evropy, se situace nezměnila a Büsingen nadále patřil Bádensku.
V roce 1835 se Büsingen stal vyloučenou celní zónou (Německý celní spolek). V roce 1895 uzavřelo Švýcarsko s Büsingenem dohodu, podle níž mohli büsingenští zemědělci prodávat své produkty ve Švýcarsku. Tato výměna zboží fungovala i během první světové války, a to oběma směry.
Dne 21. července 1849 vtrhly ozbrojené hesenské oddíly přes švýcarské území do bádenské exklávy Büsingen. Konflikt se Švýcarskem byl vyřešen až 30. července stažením hesenských vojsk.

### 20. a 21. století

Letecký pohled (1953)

V roce 1918 se konalo referendum, v němž se 96 % občanů Büsingenu vyslovilo pro připojení obce ke Švýcarsku. K tomu však nedošlo, protože Švýcarsko nebylo schopno nabídnout vhodné výměnné území. Büsingen proto zůstal v Německé říši.
Büsingen byl 1. prosince 1939 začleněn do švýcarského přídělového systému.
V roce 1946 požádal Francií okupovaný Büsingen švýcarskou spolkovou radu o zrušení celní hranice s enklávou. Dne 1. ledna 1947 bylo této žádosti se souhlasem Francouzů vyhověno. Od té doby již nebyla 17 km dlouhá hranice mezi Büsingenem a Švýcarskem kontrolována a Büsingen se tak de facto stal švýcarským celním územím.
Poslední šanci stát se součástí Švýcarska měl Büsingen v roce 1956. Jednání tehdy probíhala zpočátku slibně, ale okres Kostnice trval na tom, že Büsingen zůstane součástí Německa, a požadoval také spojovací koridor. Tento plán však ztroskotal na prudkém odporu švýcarské strany. O výměně území za Büsingen se nikdy nejednalo, protože by lidé museli změnit občanství a nebylo možné najít náhradní území o stejné rozloze.
Obec byla 6. prosince 1961 přejmenována z Büsingen (Oberrhein) na Büsingen am Hochrhein.
Dne 4. října 1967 vstoupila v platnost nová státní smlouva mezi Německem a Švýcarskem, která upravovala právní postavení Büsingenu. Smlouva neodstranila všechny nevýhody enklávy, ale zmírnila je. Jedním z hlavních cílů jednání bylo začlenění 43hektarové německé exklávy Verenahof do Švýcarska. Náhradní území bylo možné nalézt pouze v rámci komplikované trojstranné výměny zahrnující obce Merishausen, Opfertshofen a Büttenhardt. Merishausen postoupil 30 hektarů v údolí Beisental německé obci Wiechs am Randen, Opfertshofen přispěl 9 hektary a zbývající 4 hektary obci Büttenhardt.
V květnu 1989 vyzvalo všech deset členů obecního zastupitelstva, aby se zdrželi hlasování v evropských volbách, protože nevýhody způsobené zeměpisnou polohou a hospodářskými vazbami na Švýcarsko (ztráta kupní síly, zahraniční telefonní poplatky) nebyly spolkovou vládou odstraněny. Voleb se zúčastnilo pouze 16 % obyvatel Büsingenu, z toho více než dvě třetiny korespondenčním hlasováním, protože tito voliči se (jak se tvrdilo) obávali stigmatizace.
Během pandemie covidu-19 zůstala hranice se Švýcarskem otevřená, ale obyvatelé Büsingenu mohli po několik měsíců využívat pouze jedinou cestu přes švýcarské území do zbytku Německa.

## Obyvatelstvo
Obec má 1519 obyvatel a má nejvyšší průměrný věk ze všech obcí v Německu, a to 51,1 let (k 31. prosinci 2019). Více než třetina obyvatel Büsingenu nejsou občané Německa.
V Büsingenu, stejně jako v jeho bezprostředním okolí, se mluví nářečím schaffhausenské němčiny; používání ostrého „ß“ je nejednotné.

## Zvláštní pravidla

### Státní smlouva

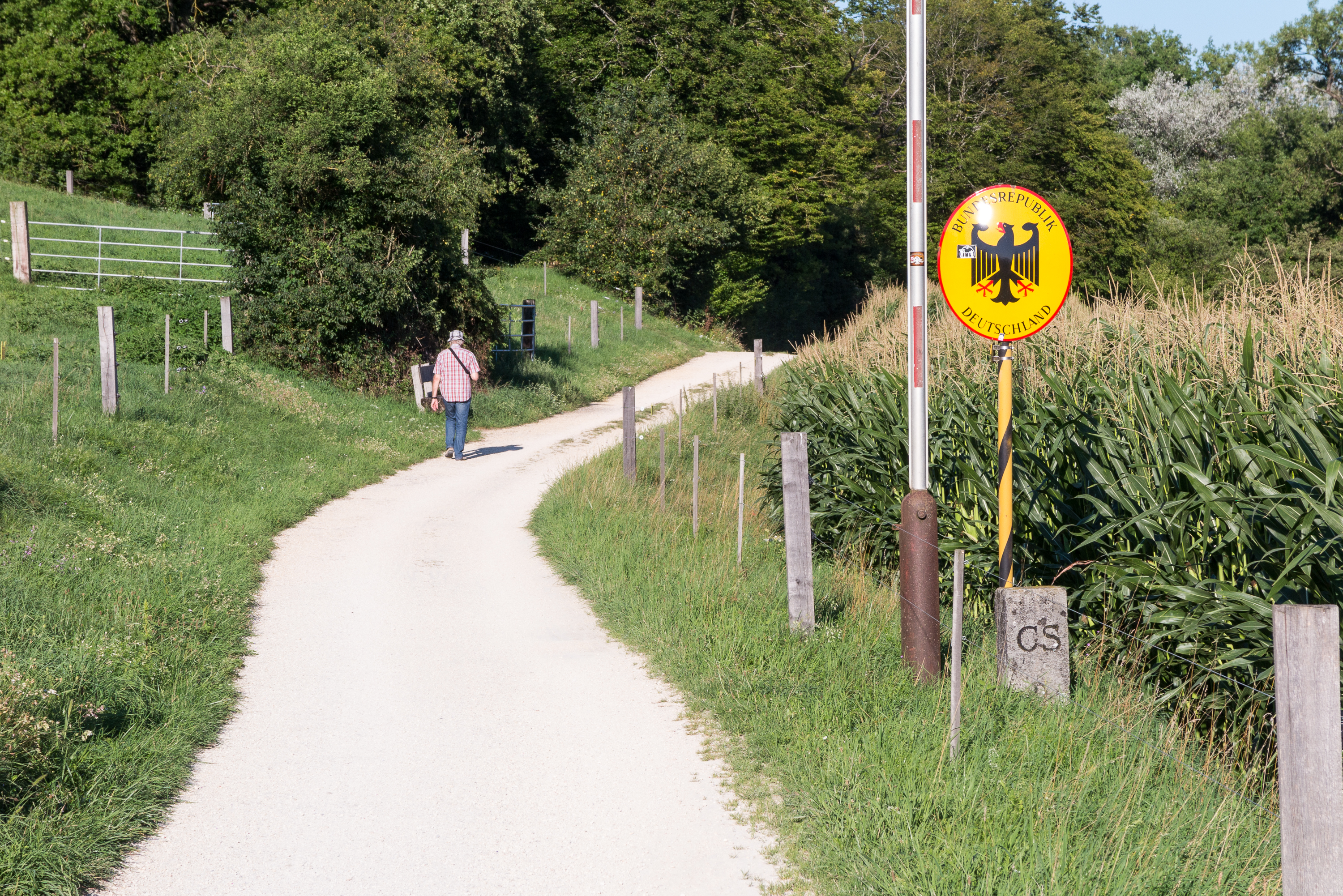
Označení státní hranice v Büsingenu

Dne 9. září 1957 byla v Locarnu zahájena německo-švýcarská jednání s cílem upravit veškeré pravomoci obou států ve vztahu k Büsingenu. Po pěti letech, 15. prosince 1962, byla celní smlouva parafována zmocněnci a podepsána o další dva roky později, 23. listopadu 1964. V platnost vstoupila 4. října 1967.
Ta opravňovala policii kantonu Schaffhausen k samostatnému zatýkání na území Büsingenu a k předávání zadržených osob do Švýcarska. Počet švýcarských policistů oprávněných být v Büsingenu v jednom okamžiku je omezen na 10 a počet německých policistů na 3 na 100 obyvatel. Švýcarská policie má své kompetence v oblastech, kde platí švýcarské zákony, jako je celní správa, zemědělství, pohostinství atd. V ostatních případech je příslušná německá policie z policejního ředitelství v Kostnici. Uniformovaná německá policie smí do exklávy vstupovat pouze po jasně vymezených trasách; na švýcarském území se musí zdržet provádění jakýchkoli úředních úkonů.
V Büsingenu platí až na několik výjimek švýcarské celní a obchodní právo. Přímé daně obyvatel Büsingenu (např. daň z příjmu) musí být odváděny německým finančním úřadům. Tím jsou obyvatelé Büsingenu znevýhodněni, protože musí nést vyšší švýcarské životní náklady, ale místo nižší průměrné švýcarské daně z příjmu podléhají německé dani z příjmu. Z tohoto důvodu dostávají obyvatelé Büsingenu slevu na dani z příjmu na své kartě nebo v elektronických funkcích pro odpočet daně z příjmu, a tak platí nižší daň z příjmu než ve zbytku Německa jen kvůli místu svého bydliště. Tato sleva nekompenzuje dodatečnou zátěž, ale pouze ji zmírňuje. Z tohoto důvodu se mnoho lidí z Büsingenu v minulosti přestěhovalo do Švýcarska. Od 1. ledna 2015 je obyvatelům s hlavním bydlištěm v Büsingenu přiznán příspěvek ve výši 30 % jejich zdanitelných příjmů, nejvýše však 30 % z částky 15 338 eur pro svobodné osoby a 30 675 eur pro osoby žijící v manželství. Tento vyměřovací základ se zvyšuje o 7 670 eur za každé dítě.
Podle celní smlouvy mohou občané Büsingenu bez dalších překážek nastoupit do zaměstnání v kantonech Schaffhausen a Thurgau a na většině území kantonu Curych a jsou zde právně zrovnoprávněni se švýcarskými občany. To platí i naopak, nicméně jen velmi málo lidí s trvalým pobytem ve Švýcarsku skutečně cestuje za prací do Büsingenu, protože Büsingen jako obec nabízí jen několik málo pracovních míst. Od 1. června 2002, kdy vstoupily v platnost dvoustranné dohody mezi Evropskou unií a Švýcarskem a v nich stanovený volný pohyb osob, se toto ustanovení vztahuje pouze na státní příslušníky třetích zemí, kteří uzavřeli manželství s občany Büsingenu.
Büsingenští zemědělci dostávají od Švýcarska federální dotace, které jsou vyšší než v Německu.

### Poznávací značky

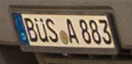
Zvláštní poznávací značka pro Büsingen

Büsingen má v souladu se zemskou smlouvou vlastní poznávací značku. Vozidla v Büsingenu jsou proto označena písmeny BÜS, ačkoli obec patří do okresu Kostnice, a měla by tedy mít poznávací značku KN. Registrační značky BÜS byly zavedeny počátkem roku 1968, aby usnadnily práci švýcarským celníkům. Vozidla s poznávacími značkami BÜS jsou při vjezdu do Švýcarska a na tamních silnicích považována za švýcarská vozidla.
Existuje pouze několik registračních značek BÜS s identifikačním písmenem A. Existují také vozidla s písmenem Z, která byla do Švýcarska dovezena nezdaněná a s tímto statusem mohou být provozována maximálně po dobu dvou let. Až do liberalizace registračních značek byla značka BÜS nejvzácnější nově vydávanou registrační značkou v Německu, od té doby byla znovu zavedena řada starých registračních značek, v důsledku čehož značka BÜS alespoň dočasně ztratila status nejvzácnější registrační značky. Stále je však nejmenším registračním obvodem v Německu.
Daně z motorových vozidel se platí hlavnímu celnímu úřadu v Singenu. Rozhodující jsou však daně z motorových vozidel kantonu Schaffhausen, které jsou v některých případech výrazně nižší než německé sazby, zejména u vozidel se vznětovým motorem, a nejsou závislé na emisní normě výfukových plynů. To v minulosti vedlo k tomu, že si Němci vyřizovali fiktivní pobyt s cílem ušetřit na dani z motorových vozidel.

### Zdravotní pojištění

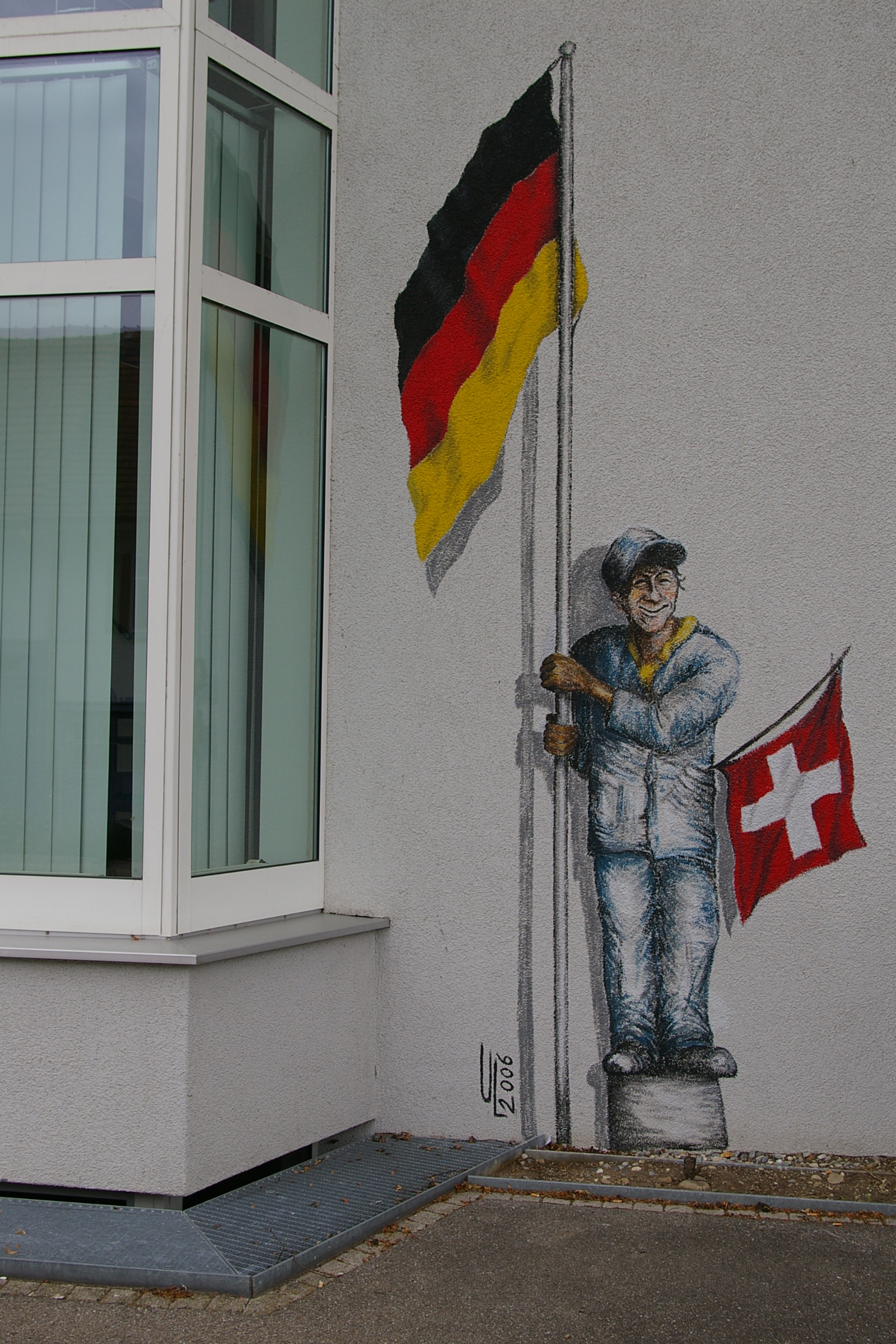
Malba s oběma vlajkami na obecním úřadě v Büsingenu

Obyvatelé Büsingenu, kteří nejsou výdělečně činní, si mohou vybrat, zda se chtějí připojit k německému nebo švýcarskému systému zdravotního pojištění. Pokud si obyvatel Büsingenu zvolí švýcarské zdravotní pojištění, a to i jako přeshraniční dojíždějící do Švýcarska, je s ním z hlediska dávek zacházeno stejně jako se švýcarským občanem. Obyvatelé Büsingenu se mohou svobodně rozhodnout, zda budou vyhledávat německé nebo švýcarské lékaře, psychoterapeuty nebo zubaře; totéž platí pro lůžkovou péči v nemocnici.

### DPH
Od státní smlouvy z roku 1967 patří Büsingen politicky k Německu a hospodářsky ke Švýcarsku. Cena benzinu je přizpůsobena úrovni švýcarských čerpacích stanic v okolí. V Büsingenu platí švýcarské nepřímé daně, kromě spolkové daně z minerálních olejů i spolková daň z přidané hodnoty, která v současnosti činí 8,1 % (základní sazba), 2,6 % (knihy, potraviny) a 3,8 % (zvláštní sazba pro ubytování). Büsingen je jednou z pouhých pěti obcí v Německu, které nevybírají daň z nemovitosti, a relativně nízké jsou také poplatky za vodné, stočné, mateřskou školu a hřbitov.
Zvláštnosti zákona o DPH v Büsingenu způsobují, že internetová telefonní služba Skype zde od roku 2015 nenabízí své zpoplatněné služby, protože webové stránky neumožňují uplatnit osvobození od DPH.
Stejně jako Švýcaři mohou obyvatelé Büsingenu po vývozu z Evropské unie získat zpět DPH zaplacenou za zboží nakoupené na celním území EU – například v Německu.
Od 1. ledna 2019 získává obec Büsingen ze švýcarské DPH ročně přibližně dva miliony švýcarských franků.

### Poštovní služby
Büsingen má německou poštovní pobočku. Od roku 1987 má obec dvě poštovní směrovací čísla: 78266 pro Německo a 8238 pro Švýcarsko. Dopisy z Büsingenu mohou být frankovány švýcarskými nebo německými známkami.
Za doručování pošty (dopisů a balíků) odpovídá Deutsche Post. Některé služby zajišťuje Swiss Post nebo jiné švýcarské podací služby. Doručování německými službami, jako jsou GLS nebo Hermes, je často vyloučeno.

### Telefonní služby

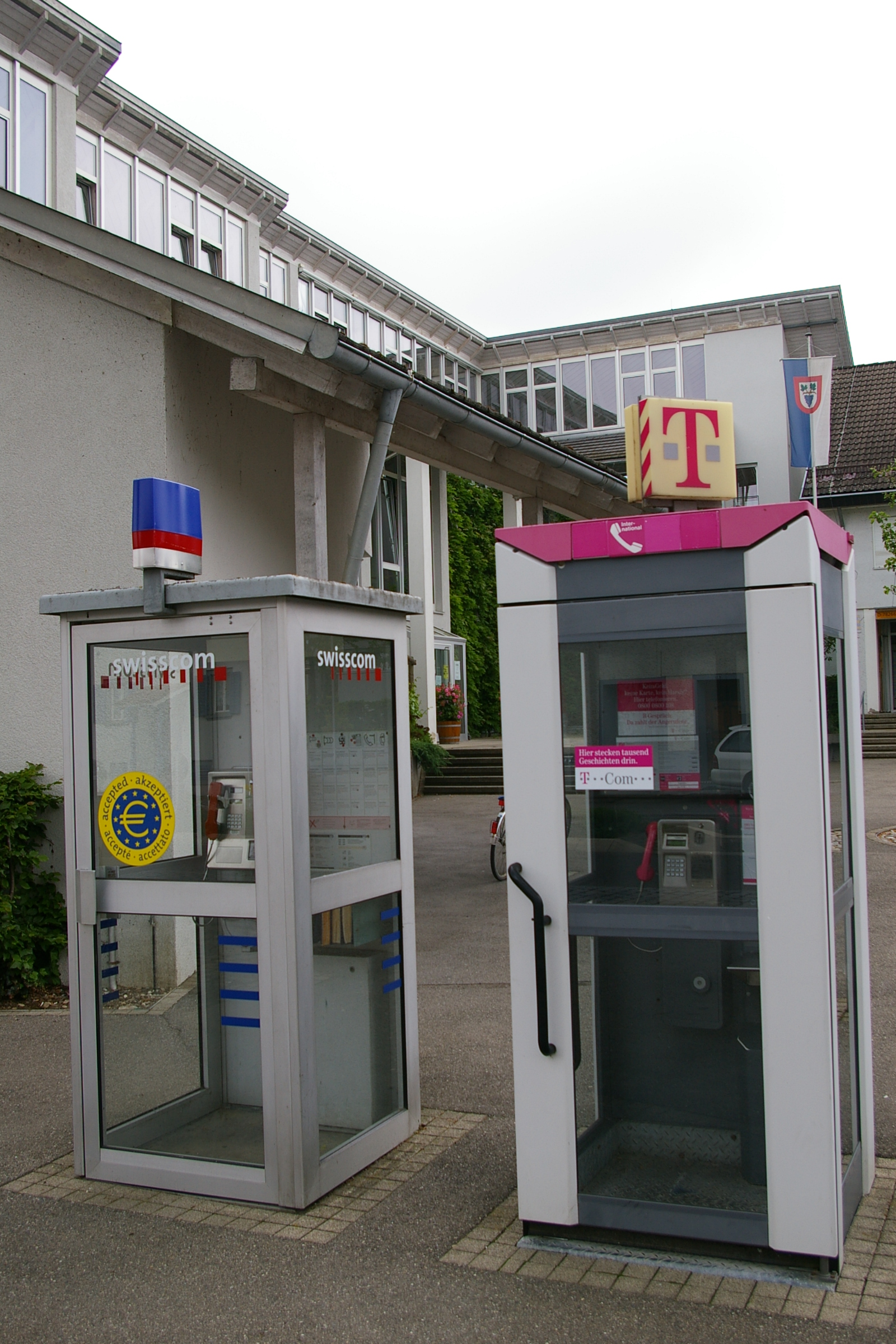
Švýcarská a německá telefonní budka v Büsingenu

Před radnicí stály hned vedle sebe německá a švýcarská telefonní budka, které byly ale postupem času pro nevyužití demontovány.
Pevná telefonní síť má ve skutečnosti německou předvolbu (07734), ale mnoho obyvatel má švýcarskou telefonní linku. Büsingen není přímo obsluhován ani německými, ani švýcarskými mobilními operátory. Němečtí poskytovatelé mobilních telefonů obsluhují obec z Gailingenu, švýcarští poskytovatelé ze Schaffhausenu, což má za následek slabou sílu signálu, a tedy nízkou přenosovou rychlost mobilního internetu.
Poskytovatelé pevných sítí z Německa mohou poskytovat pouze pomalou šířku pásma, pokud vůbec, proto obyvatelé Büsingenu často využívají švýcarské poskytovatele internetu a televize prostřednictvím televizního nebo telefonního kabelu. Tím však získávají švýcarskou IP adresu, a proto jsou poskytovatelé streamingu využíváni ve švýcarských podmínkách.

### Doprava
Regionální autobusová linka 25 dopravního podniku Schaffhausen (vbsh) jezdí ze Schaffhausenu přes Büsingen dále do obcí Dörflingen, Randegg, Buch a Ramsen (přes Büsingen jezdí na krátkém úseku trasy v bezprostřední blízkosti hranic také městská autobusová linka 8 Schaffhausen).
Do Singenu v Bádensku-Württembersku vede autobusová linka 403 dopravní sítě Hegau-Bodensee. Bezplatné cestování pro těžce zdravotně postižené, které se obvykle uplatňuje pouze v rámci Německa, se vztahuje i na toto přeshraniční spojení.
V létě je Büsingen obsluhován pravidelnou lodní linkou Schaffhausen–Kreuzlingen, kterou provozuje lodní společnost Untersee und Rhein (URh). Přívoz Paradies jezdí ze čtvrti Stemmer přes Rýn do Altparadies.

### Měna
Büsingen je jedinou německou obcí, kde se obvykle platí švýcarskými franky, ačkoli oficiální měnou je euro. Až do 80. let 20. století se v Büsingenu často nepřijímala německá marka. Došlo to tak daleko, že pošta v Büsingenu přijímala při prodeji německých známek pouze švýcarské franky. Švýcarský frank se v peněženkách obyvatel Büsingenu stále vyskytuje častěji, a to i proto, že většina obyvatel Büsingenu vydělává ve Švýcarsku nebo odtud pobírá důchod. Obecní správa vybírá poplatky za likvidaci odpadu ve švýcarských francích.